# Afterglow (Ed Sheeran)
Afterglow è un singolo del cantautore britannico Ed Sheeran, pubblicato il 21 dicembre 2020.

## Video musicale
Il video musicale, ossia l'esibizione ufficiale del brano, è stato reso disponibile in concomitanza con la sua uscita attraverso il canale YouTube di Ed Sheeran.

## Tracce
Testi e musiche di Ed Sheeran, David Hodges e Fred Gibson.
1. Afterglow – 3:05

## Formazione
Musicisti
- Ed Sheeran – voce, cori, chitarra
- Fred – basso, programmazione
- Marco Parisi – sintetizzatore
- Giampaolo Jack Parisi – vocoder

Produzione
- Ed Sheeran – produzione
- Fred – produzione
- Parisi – produzione
- Stuart Hawkes – mastering
- Mark "Spike" Stent – missaggio
- Matt Wolach – assistenza al missaggio

## Classifiche

### Classifiche settimanali
| Classifica (2020-21)  | Posizione massima |
| --------------------- | ----------------- |
| Australia             | 7                 |
| Austria               | 5                 |
| Belgio (Fiandre)      | 5                 |
| Belgio (Vallonia)     | 8                 |
| Canada                | 10                |
| Croazia               | 1                 |
| Danimarca             | 27                |
| Finlandia             | 19                |
| Francia               | 129               |
| Germania              | 10                |
| Grecia                | 49                |
| Irlanda               | 2                 |
| Islanda               | 3                 |
| Italia                | 16                |
| Libano                | 3                 |
| Lituania              | 18                |
| Malaysia              | 14                |
| Nuova Zelanda         | 12                |
| Paesi Bassi           | 15                |
| Polonia               | 44                |
| Portogallo            | 59                |
| Regno Unito           | 2                 |
| Repubblica Ceca       | 15                |
| Repubblica Dominicana | 42                |
| Romania               | 66                |
| Russia                | 28                |
| Singapore             | 8                 |
| Slovacchia            | 19                |
| Slovenia              | 6                 |
| Spagna                | 77                |
| Stati Uniti           | 29                |
| Svezia                | 13                |
| Svizzera              | 2                 |
| Ungheria              | 29                |

### Classifiche di fine anno
| Classifica (2021) | Posizione |
| ----------------- | --------- |
| Australia         | 63        |
| Austria           | 38        |
| Belgio (Fiandre)  | 46        |
| Belgio (Vallonia) | 76        |
| Canada            | 39        |
| Croazia           | 19        |
| Danimarca         | 80        |
| Germania          | 51        |
| Irlanda           | 48        |
| Islanda           | 63        |
| Italia            | 99        |
| Paesi Bassi       | 91        |
| Regno Unito       | 66        |
| Svezia            | 98        |
| Svizzera          | 28        |